# Бреньо Золтан Матвійович
Золтан Матвійович Бреньо (угор. Brenyó Zoltán, нар. 15 лютого 1929, Хуст, Підкарпатська Русь, Чехословаччина — пом. 9 листопада 2016, Ужгород, Україна) — колишній радянський і український футболіст. Грав на позиції нападника. Бронзовий призер першості СРСР серед команд класу «А» та четвертьфіналіст кубка СРСР з футболу (1953). За високі досягнення йому присвоєно почесне звання Майстер спорту СРСР.

## Клубна кар'єра
Як багато ужгородських хлопчаків він закохався у футбол ще в дитинстві. У 1944 році його запросили до тодішньої найкращої юнацької команди краю «УАК» (Ужгород), яка вже у 1942 році завоювала право грати у другій, а у 1944 році — у першій групі угорського чемпіонату з футболу. Також з його іменем пов'язана перемога збірної юнаків Закарпаття на першому повоєнному чемпіонаті УРСР 1946 . У 1949 році здібного гравця помітили на турнірі в Сталінграді й запросили до місцевої команди майстрів першої групи, яка у 1950 році вже брала участь у першості СРСР з футболу серед команд класу «А». Через три роки відомий московський тренер Віктор Маслов, який тоді очолював столичне «Торпедо», включив його до складу своєї команди. Того ж року москвичі з його участю вибороли третє призове місце в першості СРСР серед команд класу «А» та вийшли у чвертьфінал кубка СРСР з футболу (1953). За високі досягнення в області спорту йому разом з іншими гравцями команди, зокрема Валентину Іванову та Едуарду Стрельцову було присвоєно почесне звання Майстер спорту СРСР. Цей закарпатський футболіст у вищій лізі виступав ще й за команду Торпедо (Горький), яка вийшла у восьмифінал кубка СРСР з футболу 1954. До речі тоді такий ж результат досяг і ужгородський «Спартак», до якого вже відомий форфард повернувся ще в тому році і в якому провів майже три сезони 1954 —1957. Згодом його запросили до полтавського «Колгоспника» — володаря кубка УРСР з футболу 1956, у якому відіграв два сезони. Потім він повернувся до рідного Закарпаття, де ще довгий час виступав за «Спартак» (Ужгород). Ця команда у своїй зоні першості СРСР серед команд класу «Б» у 1958 році виборола почесне четверте місце.

### Командні трофеї
- Бронзовий призер першості СРСР з футболу серед команд класу «А» (1): 1953

### Почесні звання
- Майстер спорту СРСР (1953)